# Estádio Colosso do Tapajós
O Estádio Municipal Colosso do Tapajós (originalmente batizado Estádio Municipal Jader Fontenelle Barbalho) é um estádio de futebol da cidade de Santarém, no estado do Pará, com capacidade para 8.500 pessoas, devido as reformas executadas. É o maior estádio da região oeste do Pará. Atualmente, São Francisco, São Raimundo e Tapajós são os clubes profissionais que mandam seus jogos no estádio.
Em março de 2013, é iniciado uma reforma de ampliação e modernização do estádio, financiados pelo Governo do Pará. Com normas restabelecidas pela Federação Internacional de Futebol, sua capacidade passará de 16.000 pessoas à 25.000, porém enquanto as obras estiverem em andamento, a capacidade permitida na praça esportiva é de 8.500 pessoas. 
Após anos de paralisação, em 2020, o governador do estado Helder Barbalho, anúnciou retomada das obras ainda para este ano, enquanto acontecia o evento de abertura do Parazão 2020. 

## Inauguração
Sua inauguração foi no dia 11 de março de 1987, no empate de 1 a 1 entre São Raimundo e São Francisco.

## Primeiro Gol
O primeiro gol do estádio foi do Valdir Almeida, jogador do São Francisco.

## Maiores Públicos
1. São Raimundo 1 x 1 São Francisco - 20.000 (Aproximadamente) 11/03/1987
2. São Raimundo 2 x 1 Macaé - 17.592 (15.779 Pagantes e 1.813 Não Pagantes) 01/11/2009
3. São Raimundo 1 x 0 Botafogo - 14.219 (12.769 Pagantes e 1.450 Não Pagantes) 10/02/2010
4. São Francisco 1 x 1 São Raimundo  11,200 (10.423 Pagantes e 777 Não Pagantes) 14/01/2012